# 馬玩
馬 玩（ば がん、生没年不明）は、中国後漢末期の人物。
建安16年（211年）に、馬超と共に反乱（潼関の戦い）を起こした関中の諸将の一人だが、それ以外の事績は不詳。

## 諸作品中での馬玩
小説『三国志演義』では、馬超と共に反乱した韓遂配下の部将、手下八部の一員として登場（第58回）。曹操の離間の計によって韓遂と馬超の間で疑念が生じると、韓遂及び同僚の侯選・李堪・梁興・楊秋と共に馬超襲撃を謀議するが、その場に単身で馬超が乗り込んでくる。韓遂配下の五将は馬超を取り囲むが、馬超は五人相手でも物ともせず、馬玩と梁興を斬殺。他の三将は逃走する（第59回）。
漫画『蒼天航路』では、馬超の盟友としての活躍が目立つ。潼関の戦いで馬超らの軍勢は、曹操軍を相手に壊滅状態に陥るが、馬玩は曹操に抗う義憤を貫くよう馬超に言い残すと、彼を逃がすための捨て石となって散る。